# Ermita del Cristo de Morales
La ermita del Cristo es un santuario español situado en el término municipal de Morales del Vino (Zamora, Castilla y León).

## Localización
Se encuentra situado a medio camino entre Morales del Vino y la ciudad de Zamora, a aproximadamente 5 km de ambas localidades.

## Historia
La referencia más antigua sobre la existencia de este santuario se encuentra en la inscripción situada en el pilar izquierdo del arco toral del inmueble. En él se indica que “Esta obra mandó hacer Francisco López el cura de Morales” (1488-1506).
Con posterioridad, su existencia es constatable a través de los libros parroquiales de Morales del Vino, con menciones sobre su situación de ruina (1611), de reconstrucción (entre 1622 y 1626) o de ampliación (1629 y 1630).
Durante el siglo XVIII se hicieron obras de remodelación como la nueva portada rematada con espadaña de dos cuerpos (1717), la bóveda de la nave central (1725), el pórtico que precede a la portada (1728) y la construcción de la hospedería. Desde entonces, apenas ha variado la estructura arquitectónica de la ermita.
Se dice en Milles de la Polvorosa, que el Cristo de la Ermita de Morales del Vino, es el Cristo de la Iglesia de Milles este Cristo fue arrastrado por la Riada que destruyó el pueblo antiguo, que después de la crecida fue asentado en otro lugar más alto.

## Descripción
Su fábrica es en piedra arenisca de sillería y mampostería. De su exterior destaca su portada rematada con una espadaña de dos cuerpos, precedida por un pequeño pórtico. Su interior cuenta con una amplia nave cubierta con bóveda de medio cañón con lunetos y decorada con labores de yesería y una capilla mayor que voltea una cúpula sobre pechinas de ladrillo. Entre la capilla y la nave se levanta una gran reja de 1853 que se acopla al arco toral.
Cuenta con un retablo mayor que fue obra del maestro Norberto Rojas (1731), al que se le añadió el pabellón que está sobre la hornacina que realizó el maestro Cifuentes y que posteriormente fue dorado (1737). Consta de banco, un solo piso con tres calles y un ático. El ático cerrado en medio punto, acoge una gloria con el busto del Padre Eterno. La hornacina central alberga la imagen del Crucificado del siglo XIV.

## Devoción
La devoción al Cristo de Morales ha ido creciendo desde principios del siglo XVI, época en la que se reconstruyó la ermita. Desde entonces se ha convertido en el centro de numerosas procesiones, rogativas, peregrinaciones y romerías.
La devoción popular se encuentra muy extendida entre los habitantes de Morales del Vino, del resto de la comarca de Tierra del Vino, de la ciudad de Zamora y de algunas localidades adyacentes de la vecina comarca de Sayago. En la actualidad son dos las fechas vinculadas con esta ermita, por un lado la rogativa del día de San Marcos (25 de abril) y por otro la de la romería del día del Cristo de Morales que se celebra el día 9 de mayo, festividad de San Gregorio Ostiense, día en que termina el novenario que empieza el 1 de mayo.